# György Zala
György Zala, född den 19 januari 1969 i Budapest, Ungern, är en ungersk kanotist.
Han tog OS-brons i C-1 1000 meter i samband med de olympiska kanottävlingarna 1992 i Barcelona.
Han tog OS-brons igen på samma distans i samband med de olympiska kanottävlingarna 1996 i Atlanta.